# China Unicom
China Unicom ou China United Netcom (Hong Kong) Ltd , (NYSE: CHU) é uma operadora de telecomunicações da República popular da China. 40,92% da empresa pertencem a China Unicom (BVI) Limited e 29,49% pertencem a China Netcom Group (BVI) Limited, sendo o restante negociado nas bolsas de Shanghai, Hong Kong e New York. A maioria dos acionistas é da China United Telecommunications Corporation Limited e China Network Communications Group Corporation.

## História
Foi fundada em 19 de julho de 1994 pelo ministério da Indústria Eletrônica e aprovado pelo conselho da República popular da China.
No começo, ofertava apenas o serviço de pager e operadora de celular GSM. Atualmente, conta com uma rede de acesso em toda China de GSM e CDMA com ligações a distância, ligações locais, serviço de dados, acesso a internet e telefonia IP. Desde 18 de Outubro de 2006 também opera com telefonia celular CDMA em Macau. No final de abril, já contava com mais de 125 milhões de assinantes GSM e 43 milhões de assinantes CDMA.. Em novembro, os assinantes de CDMA foram transferidos para China Telecom e UMTS.
Atualmente, está entre as três maiores empresas de celular do mundo.
No dia 7 de janeiro de 2009, a China Unicom foi autorizada a trabalhar com 
W-CDMA para aumentar seus serviços em 3G.